# Nouillonpont
Nouillonpont település Franciaországban, Meuse megyében. Lakosainak száma 245 fő (2022. január 1.). Nouillonpont Duzey, Muzeray, Rouvrois-sur-Othain, Saint-Pierrevillers és Spincourt községekkel határos.

## Népesség
A település népességének változása:
| Lakosok száma | 249  | 216  | 196  | 223  | 237  | 236  | 238  | 239  | 241  | 245  |
|               | 1968 | 1982 | 1990 | 2006 | 2013 | 2015 | 2017 | 2019 | 2020 | 2022 |